# Carlos Bianchi
Pour les articles homonymes, voir Carlos Bianchi (athlétisme) et Bianchi.
Carlos Bianchi, né le 26 avril 1949 à Buenos Aires, est un footballeur international argentin, qui évolua au poste d'avant-centre.
En dix-neuf ans de saisons professionnelles, Bianchi inscrit 397 buts en 565 matchs officiels, soit une moyenne de 0,70 but par match. Il termine huit fois meilleur buteur d'un championnat, avec cinq sacres en France et trois en Argentine. Lors de la seconde partie de saison 1984-1985, il devient entraîneur-joueur  du Stade de Reims, puis commence sa carrière d'entraîneur dès la saison suivante. Boca Juniors et Velez Sarsfield lui ont fait une statue,.
Vainqueur de nombreux trophées avec Vélez Sarsfield et Boca Juniors, dont trois Coupes intercontinentales, Bianchi est un entraineur respecté et reconnu en Argentine, et plus généralement en Amérique du Sud. Il est un des seuls personnages du football argentin, avec Diego Maradona, à avoir conservé son pouvoir de séduction intact avec le temps. En Europe, deux visions de lui s'opposent : celle de l'attaquant surnommé El Goleador, qui reste à travers les époques l'archétype même du buteur en série (il détient, avec Delio Onnis et Jean-Pierre Papin, le record de titres de meilleur buteur du championnat de France) et celle de l'entraîneur malheureux, n'ayant su comprendre les spécificités des football italiens ou espagnols lors de ses passages à l'AS Rome et à l'Atlético de Madrid.
Le 6 janvier 2009, il est nommé manager général du CA Boca Juniors, un poste qu'il quitte un an plus tard.

## Biographie

### Carrière de joueur

#### Des débuts remarquables
Porteño, Carlos Bianchi est formé au sein du club de Velez Sarsfield, situé quartier de Liniers dans la périphérie ouest de Buenos Aires. Il fait ses débuts professionnels en 1967 à l'âge de 18 ans, et jusqu'en 1973, il y marque considérablement les esprits en multipliant les goles (121 buts en 165 matchs) et en terminant meilleur buteur du championnat Nacional 1970 avec 18 buts et du Metropolitano 1971 avec 36 buts,.

#### Arrivé en France et les années rémoises
En 1971, Robert Marion, un des dirigeants historiques du Stade de Reims, fait venir Delio Onnis à Reims après un voyage en Argentine et deux ans plus tard, c'est au tour de Bianchi d'émigrer en France. Ne parlant pas français, l'accord entre les deux hommes se fait en blanc et le lendemain Vélez bat le champion d'Argentine en titre, San Lorenzo, sur le score de 4 - 1 dont un triplé de Carlos Bianchi. Le Français pense que l'Argentin va faire monter les enchères. Bianchi se remémore cet épisode en déclarant : « J'avais donné ma parole. Les clubs espagnols me proposaient pourtant trois ou quatre fois plus ».
Bianchi arrive dans le club rémois qui a subi une descente en deuxième division dans les années 1960 et qui n'est plus le "Grand Reims" des Just Fontaine ou Raymond Kopa. Cependant, le club a un niveau assez bon pour lui permettre d'être régulièrement dans la première partie de classement de première division, sans toutefois jouer les premiers rôles. La première saison de l'Argentin se termine par une sixième place collective mais à titre personnel, par un sacre de meilleur buteur du championnat avec 30 réalisations. En août 1974, lors de la 2ème journée de championnat, il marque les 6 buts de la victoire du Stade de Reims contre le Paris-SG (6-1). Il fut victime, lors de sa deuxième saison au club, d'une fracture tibia-péroné lors d'un match amical au Parc des Princes, Reims-Paris FC contre Barcelone « organisé pour les journalistes » selon les dires de Carlos Bianchi lui-même, alors que le Stade de Reims occupait la première place du championnat de première division. Son remplaçant, Ove Eklund, ne sera en mesure de marquer qu'un seul but. En 1975-1976, Bianchi termine de nouveau meilleur buteur avec 34 buts. La saison 1976-1977 est douloureuse pour le club qui connaît longtemps les frayeurs de la seconde partie de tableau, pour finalement terminer onzième, ainsi que la désillusion d'une défaite en finale de Coupe de France à laquelle Bianchi ne participe pas. Malgré tout, il empoche un troisième sacre de meilleur buteur avec 28 buts. Le club n'étant pas en bonne santé financière, Bianchi est alors transféré au Paris Saint-Germain,.

#### Double meilleur buteur du championnat
Il arrive donc sur le bord de la Seine à l’été 1977. Sa première saison est mémorable puisqu'il marque 37 buts en 38 matchs de championnat et devient une quatrième fois meilleur buteur. Il est aussi désigné comme "Meilleur joueur du championnat"[réf. nécessaire]. La saison suivante est une copie conforme où il est de nouveau sacré meilleur joueur[réf. nécessaire] et meilleur buteur avec 27 buts.
Si individuellement l'Argentin est couronné de succès, son palmarès ne s’étoffe pas à Paris. Ceci s'explique par le fait que le Paris SG, qui n'a pas dix ans d'existence, est un club en construction qui n'est pas en mesure de gagner des trophées, comme en témoignent les onzième et treizième places obtenues en championnat. Pour ces raisons, Bianchi quitte Paris pour le champion en titre, le Racing Club de Strasbourg en 1979,.

#### Une saison loupée
Bianchi ne retrouve pas son rendement habituel lors de cette saison en Alsace, à cause d'une mauvaise entente avec l'entraîneur Gilbert Gress. Il marque 8 buts en 22 matchs de championnat et termine cinquième avec son club à la fin de la saison. Le parcours en Coupe des clubs champions, au cours de laquelle il signe trois buts en trois matchs, se termine en quart de finale,.

#### Retour aux sources
Marqué par cette saison, Bianchi retourne en Argentine dans son club formateur du Vélez. Il y reste quatre saisons et demie et finit la plupart du temps au-dessus de la barre des vingt buts. Il glane un huitième titre de « Meilleur buteur du championnat » lors du Nacional 1981 avec 15 buts et devient le meilleur buteur de l'histoire du club avec 206 buts en 324 matchs,.

#### La deuxième division pour finir
Cinq années après son départ du Paris Saint-Germain, Bianchi fait son retour en France pour le début de la saison 1984-1985 dans le club français qui l’y a vu éclore : le Stade de Reims. Le président Bazelaire veut sortir le Stade de la deuxième division et ce retour renforce l'optimisme ambiant. Malgré une impressionnante entame de championnat, le club rémois et son buteur vedette montrent leurs limites. Bianchi n'est plus aussi efficace et malgré sa solidité défensive l'équipe reste en milieu de tableau. L'Argentin met un terme à sa carrière en D2 après une saison à 8 buts pour lui, une modeste 12e place et quatre mois au poste d'entraîneur-joueur.
La saison suivante, Bianchi devient l'entraîneur de l'équipe à part entière et commence une nouvelle page de sa carrière.

### Carrière d'entraîneur

#### Continuité en France
Bianchi fait ses armes à Reims en tant qu'entraîneur durant trois saisons de D2 avec pour résultats, deux places de quatrième. Puis il est nommé sur le banc de l'OGC Nice durant 24 matchs de championnat entre octobre 1989 et juin 1990, à l'issue desquels son équipe termine à la dix-huitième place du championnat.

#### Du milieu de tableau à la Coupe Intercontinentale
À la suite de ces expériences plutôt décevantes, Bianchi rentre en Argentine, où il prend les commandes de son club formateur, le Vélez Sársfield, en 1993. Il s'agit d'un retour gagnant, puisque l'Argentin transforme une équipe de milieu de tableau en une machine à gagner des titres : avec des joueurs tels que José Luis Chilavert, José Basualdo, Mauricio Pellegrino et "Turu" Flores, El Fortin connait une épopée légendaire et s'impose comme le meilleur club argentin du moment, devant le CA River Plate et le CA Boca Juniors, en remportant un championnat Apertura et deux Clausuras, une Copa Libertadores en 1994 et une Coupe intercontinentale obtenue contre l'AC Milan,.

#### L'erreur romaine
Avec son compère Carlos Ischia, Bianchi tente alors l'aventure sur le sol italien en entraînant l'AS Rome. L'expérience est un échec : il est limogé en avril 1997 peu avant la fin de saison, alors que le club occupe la septième place de championnat, avec un bilan de 9 victoires, 9 nuls et 8 défaites après 26 rencontres. Le club est aussi éliminé dès les seizièmes de finale de Coupe UEFA,.

#### Les années Boca
Bianchi laisse une année s'écouler, avant d'être nommé entraîneur de Boca Juniors, un club argentin mythique qui est mal en point. L'Argentin ravive la passion de La Bombonera en lançant dans le grand bain des joueurs du centre de formation comme Riquelme, Palermo, Schelotto ou encore Ibarra. Sa présence sur le banc amène l’époque la plus glorieuse du Boca, qui voit le club gagner deux Aperturas (1998 et 2000), un Clausura (1999), deux Libertadores consécutives (2000 et 2001) et la Coupe intercontinentale 2000.
Ce cycle s’arrête lorsque le président Mauricio Macri adopte une politique marketing pour donner une dimension internationale à Boca et décide de faire signer le premier Japonais de l’histoire du championnat argentin, Naohiro Takahara, afin de conquérir quelques sponsors asiatiques et ceci quitte à empiéter sur les décisions de son entraîneur. Carlos Bianchi est en réel désaccord avec l’arrivée du Japonais et décide de partir en déclarant : « Le football, ce n’est pas du commerce et un club, ce n’est pas un magasin. Personne ne me dictera mes choix, surtout pour faire n’importe quoi »,.
L'Argentin revient finalement sur le banc un an et demi plus tard et signe un triplé dès son retour avec l'Apertura 2003, la Copa Libertadores 2003 et la Coupe intercontinentale 2003. Le club se classe ensuite deuxième de la Clausura 2004 et huitième de l'Apertura 2004.

#### Six mois à Madrid
En juillet 2005, il s'engage avec l'Atlético de Madrid qui le limoge une demi-saison plus tard durant la trêve hivernale. Son bilan pour dix-huit matchs est de quatre victoires, huit nuls et six défaites, et une dixième place dans le championnat en cours.

### Carrière de directeur sportif

#### Encore et toujours Boca
Après avoir remporté l’Apertura 2008 de justesse, les dirigeants du Boca décident de faire à nouveau confiance à Carlos Bianchi en tant que directeur sportif, ce qui est une première dans l'histoire du football argentin. Mauricio Macri déclare lors de la présentation du nouvel homme fort des Xeneizes que : « Bianchi va devenir le Ferguson argentin ». À la différence de l'Écossais, Bianchi ne se place pas sur le banc de touche mais a pour rôle de superviser l’ensemble de la politique sportive du club; de la formation des jeunes joueurs aux questions tactiques ou le choix des recrues. Il quitte finalement son poste en janvier 2010.
Son nom circule en juillet 2011 pour occuper le poste de sélectionneur argentin, vacant depuis le licenciement de Sergio Batista, mais il le refuse une nouvelle fois, comme il l’a déjà fait par le passé.
Il redevient entraîneur du CA Boca Juniors en décembre 2012, jusqu'à son licenciement pour manque de résultats, en août 2014.

## Palmarès de joueur

### Clubs
- Champion d'Argentine (1) : 
  - Nac. 1968 avec Velez.

### Distinctions personnelles
- Meilleur buteur du Championnat d'Argentine D1 (3) : 
  - Nac. 1970, Mét. 1971 et Nac. 1981 avec Velez.
- Meilleur buteur du Championnat de France D1 (5) :
  - 1974, 1976 et 1977 avec Reims.
  - 1978 et 1979 avec le PSG.

## Palmarès d'entraîneur

### Clubs
- Champion d'Argentine (7) : 
  - Cla. 1993, Ape. 1995 et Cla. 1996 avec Velez.
  - Ape. 1998, Cla. 1999, Ape. 2000 et Ape. 2003 avec Boca Juniors.

- Copa Libertadores (4) : 
  - 1994 avec Vélez.
  - 2000, 2001 et 2003 avec Boca Juniors.

- Coupe intercontinentale (3) : 
  - 1994 avec Velez.
  - 2000 et 2003 avec Boca Juniors.

- Copa Interamericana (1) : 
  - 1996 avec Velez.

### Distinctions personnelles
- Désigné meilleur entraîneur d'Amérique du Sud lors des années 2000 et 2003.
- Le 2 octobre 2021, le stade municipal de Bezannes, près de Reims, est baptisé à son nom et inauguré en sa présence[11].
- En 2022, le magazine So Foot le classe dans le top 1000 des meilleurs joueurs du championnat de France, à la 11e place[12].
- Reçoit la médaille du Mérite française en 1998 (donnée à l'ambassade de France en Argentine)
- Le 22 mai 2025, en ouverture des Semaines de l'Amérique latine et des Caraibes 2025 (SALC 2025), Gérard Larcher lui remet la médaille des 150 ans du Sénat de la République, pour sa contribution du renforcement des liens entre la France et l'Argentine[13].

## Statistiques personnelles en championnat et par saison
| Saison                | Club                  | Championnat           | Championnat | Championnat | Coupe(s) nationale(s) | Coupe(s) nationale(s) | Compétition(s) continentale(s) | Compétition(s) continentale(s) | Compétition(s) continentale(s) | Argentine | Argentine | Total | Total |
| Saison                | Club                  | Division              | M.          | B.          | M.                    | B.                    | Comp.                          | M.                             | B.                             | M.        | B.        | M.    | B.    |
| 1967                  | Velez Sarsfield       | Division 1            | 3           | 0           | -                     | -                     | -                              | -                              | -                              | -         | -         | 3     | 0     |
| 1968                  | Velez Sarsfield       | Division 1            | 18          | 9           | -                     | -                     | -                              | -                              | -                              | -         | -         | 18    | 9     |
| 1969                  | Velez Sarsfield       | Division 1            | 27          | 17          | -                     | -                     | -                              | -                              | -                              | -         | -         | 27    | 17    |
| 1970                  | Velez Sarsfield       | Division 1            | 23          | 20          | -                     | -                     | -                              | -                              | -                              | 1         | 0         | 24    | 20    |
| 1971                  | Velez Sarsfield       | Division 1            | 46          | 42          | -                     | -                     | -                              | -                              | -                              | 9         | 3         | 55    | 45    |
| 1972                  | Velez Sarsfield       | Division 1            | 37          | 27          | -                     | -                     | -                              | -                              | -                              | 3         | 3         | 40    | 30    |
| 1973                  | Velez Sarsfield       | Division 1            | 11          | 6           | -                     | -                     | -                              | -                              | -                              | -         | -         | 11    | 6     |
| Sous-total            | Sous-total            | Sous-total            | 165         | 121         | -                     | -                     | -                              | -                              | -                              | -         | -         | 165   | 121   |
| 1973-1974             | Stade de Reims        | Division 1            | 33          | 30          | 8                     | 8                     | -                              | -                              | -                              | -         | -         | 41    | 38    |
| 1974-1975             | Stade de Reims        | Division 1            | 16          | 15          | -                     | -                     | -                              | -                              | -                              | -         | -         | 16    | 15    |
| 1975-1976             | Stade de Reims        | Division 1            | 38          | 34          | 5                     | 5                     | -                              | -                              | -                              | -         | -         | 43    | 39    |
| 1976-1977             | Stade de Reims        | Division 1            | 37          | 28          | 7                     | 10                    | -                              | -                              | -                              | -         | -         | 44    | 38    |
| Sous-total            | Sous-total            | Sous-total            | 124         | 107         | 20                    | 23                    | -                              | -                              | -                              | -         | -         | 144   | 130   |
| 1977-1978             | Paris SG              | Division 1            | 38          | 37          | 3                     | 2                     | -                              | -                              | -                              | -         | -         | 41    | 39    |
| 1978-1978             | Paris SG              | Division 1            | 36          | 27          | 3                     | 5                     | -                              | -                              | -                              | -         | -         | 39    | 32    |
| Sous-total            | Sous-total            | Sous-total            | 74          | 64          | 6                     | 7                     | -                              | -                              | -                              | -         | -         | 80    | 71    |
| 1979-1980             | RC Strasbourg         | Division 1            | 22          | 8           | -                     | -                     | C1                             | 3                              | 3                              | -         | -         | 25    | 11    |
| Sous-total            | Sous-total            | Sous-total            | 22          | 8           | -                     | -                     | -                              | -                              | -                              | -         | -         | 22    | 8     |
| 1980                  | Velez Sarsfield       | Division 1            | 9           | 5           | -                     | -                     | -                              | -                              | -                              | -         | -         | 9     | 5     |
| 1981                  | Velez Sarsfield       | Division 1            | 44          | 21          | -                     | -                     | -                              | -                              | -                              | -         | -         | 44    | 21    |
| 1982                  | Velez Sarsfield       | Division 1            | 50          | 29          | -                     | -                     | -                              | -                              | -                              | -         | -         | 50    | 29    |
| 1983                  | Velez Sarsfield       | Division 1            | 39          | 24          | -                     | -                     | -                              | -                              | -                              | -         | -         | 39    | 24    |
| 1984                  | Velez Sarsfield       | Division 1            | 17          | 6           | -                     | -                     | -                              | -                              | -                              | -         | -         | 17    | 6     |
| Sous-total            | Sous-total            | Sous-total            | 159         | 85          | -                     | -                     | -                              | -                              | -                              | -         | -         | 159   | 85    |
| 1984-1985             | Stade de Reims        | Division 2            | 18          | 8           | -                     | -                     | -                              | -                              | -                              | -         | -         | 18    | 8     |
| Sous-total            | Sous-total            | Sous-total            | 18          | 8           | -                     | -                     | -                              | -                              | -                              | -         | -         | 18    | 8     |
| Total sur la carrière | Total sur la carrière | Total sur la carrière | 562         | 393         | 26                    | 30                    | -                              | 3                              | 3                              | 13        | 6         | 604   | 432   |